# Kun’yomi
Kun’yomi (jap. 訓読み; „czytanie wyjaśniające”) – jeden z dwóch sposobów czytania znaków kanji (drugim jest on’yomi). 
Kun’yomi to rdzennie japońskie czytanie chińskich znaków, używane zwykle w samodzielnych słowach (np. 人 hito → człowiek), a nie w złożeniach sinojapońskich (np. 他人 tanin → inna osoba, inni). Pierwotnie czytanie kun było rodzajem wyjaśnienia znaczenia znaku w tekście chińskim. Innymi słowy, było to rdzennie japońskie słowo tłumaczące chińskie pojmowanie znaku.

## Przykład
Znak 人 (człowiek) można odczytać:
- kun’yomi (czytanie japońskie): ひと (hito)
- on’yomi (czytanie sinojapońskie): ジン (jin), ニン (nin)[4]

### Przykłady złożeń i zdań
- zdanie z czytaniem kun: 田中さんは人のことを全然考えません (Tanaka san wa hito no koto o zenzen kangaemasen。) – Pan Tanaka w ogóle nie myśli o innych.
- zdanie z czytaniem kun i on: あそこに人が何人いますか？ (Asoko ni hito ga nannin imasuka?) – Ilu tam jest ludzi?
- złożenia z czytaniem on: ポーランド人 (Pōrandojin) – Polak, (日本人 (Nihonjin) – Japończyk, 外人 (gaijin) – cudzoziemiec, 知識人 (chishikijin) – intelektualista
- zdanie z czytaniem on: 妹は人形を欲しがっています (Imōto wa ningyō o hoshigatte imasu。) – Moja młodsza siostra chciałaby mieć lalkę[5].